# Variedad del castellano de Galicia

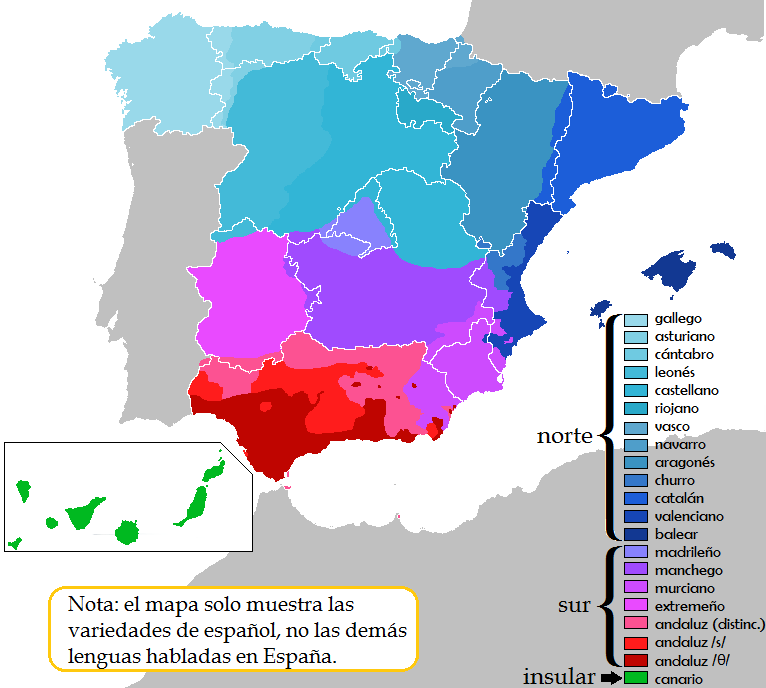
Dialectos del español hablados en España. La variedad del castellano de Galicia suele clasificarse más cercana a las variedades del español septentrional.

Evolución temporal y extensión de los diferentes idiomas de la Península ibérica.

Se conoce como variedad del castellano de Galicia o variedad gallega del castellano a la variedad lingüística de castellano hablada en los territorios gallegohablantes y caracterizada en parte por el resultado del contacto de esta variedad con el idioma gallego en las regiones donde este último comparte área lingüística con el castellano, esto es, esencialmente, Galicia. Este contacto se ve fomentado por el hecho de que la gran mayoría o casi totalidad de los gallegohablantes de dicha región son bilingües gallego-castellano.
Los rasgos de este dialecto son mayoritariamente rasgos propios del idioma gallego usados como préstamos por sus hablantes cuando usan el castellano.
Una variante extrema de este dialecto es el denominado castrapo.

## Características lingüísticas
El acento del castellano de Galicia es similar a los dialectos septentrionales del español.

### Fonética
- Presenta una entonación característica, considerada una forma muy suave de hablar español y siendo uno de los rasgos más significativos. Una entonación muy similar existe en los varios dialectos rurales del español de América.
- Tendencia a cerrar mucho las vocales finales, llegando casi a identificar la o con la u y la e con la i.
- Reducción de los grupos consonánticos cultos de ciertas palabras castellanas: ato, 'acto', perfeto, 'perfecto'.
- Realización velar de la ene final de palabra: camión [ka'mjoŋ], millón [mi'ʝoŋ], tan ['taŋ], bien ['bjeŋ].
- Seseo y/o gheada en algunas zonas.
- Pronunciar la letra «x» en gallego, con el valor fonético [ʃ], sobre todo al comienzo de las palabras cuando en español se pronuncia con el valor fonético [s], como en xilófono [siˈlofono]).

### Gramática
- Por influencia del gallego, al no poseer este pretérito perfecto compuesto, se usa en su lugar el pretérito perfecto simple; este rasgo también se da en Asturias, por influencia del asturiano, así como en los países hispanohablantes de Hispanoamérica: 'Hoy comí en casa de mi abuela', 'Hoy he comido en casa de mi abuela'. Por regla general se reducen todos los tiempos compuestos de la siguiente manera: pretérito perfecto compuesto y pretérito anterior pasan a pretérito perfecto simple, pretérito pluscuamperfecto pasa a primer forma de pretérito imperfecto de subjuntivo (-ara/-iera), futuro compuesto pasa a futuro simple, condicional compuesto pasa a condicional simple y los pretéritos perfecto, imperfecto y pluscuamperfecto de subjuntivo pasan a la segunda forma de pretérito imperfecto de subjuntivo; en ocasiones, también se emplean perífrasis con tener + participio en situaciones en las que normalmente se usarían tiempos compuestos.
- Mezclar ambas lenguas en algunas expresiones: Pecha la ventana 'Cierra la ventana' en castellano y 'Pecha a fiestra' (ídem.) en gallego.
- Creación de diminutivos al modo gallego, con los sufijos -iño, -iña o ino, ina en las variantes orientales del gallego.

### Vocabulario
- Mayor uso de arcaísmos, especialmente en las zonas rurales, entre los que podrían destacar el uso del voseo, la partícula reflexiva anexada al verbo en todas las ocasiones, los adverbios indefinidos 'harto' o 'bien' como sinónimo de 'muy' o 'mucho' o léxico como 'rubio' por rojo.

- Sustitución de palabras de uso frecuente en castellano por las propias del gallego: 'colo' por regazo, 'pota' por olla o cazuela, 'riquiño' por simpático o majo, 'esmagar' por aplastar, 'perrencha' por berrinche, 'pailán' por paleto, etc.

- Uso de la primera forma del imperfecto de subjuntivo en vez del pretérito pluscuamperfecto y del pretérito anterior. ('Esta película ya la viera yo' en lugar de Esta película ya la había visto yo, o 'Lo mismo me hicieras tú' en vez de Lo mismo me habías hecho tú). Esto se debe a la traducción literal al castellano de la forma gallega (Esta película xa a vira eu).

- Sustitución de las formas compuestas del futuro y del condicional por sus formas simples o, en algunos casos, por perífrasis con "tener".

- Sustitución ocasional de formas compuestas por perífrasis con "tener" (debido a la ausencia de formas compuestas en el idioma gallego).

- El futuro formado por "ir" + infinitivo: 'Te voy decir una cosa', 'Me voy marchar' por te voy a decir una cosa o me voy a marchar.

- Uso abundante de diminutivos: bueniño, neniño.